# Enforcer (ПТРК)
ПТРК Enforcer від європейського виробника MBDA — сучасна піхотна зброя для застосування проти легкоброньованої та неброньованої техніки та нерухомих цілей на відстані від 500 до 2000 м. Це зброя «вистрели і забудь» з функцією LOBL (lock on before launch блокування перед запуском) і можливістю нічного бою. Вага ракети менше 7 кг, тому зброю може носити і використовувати один солдат.
У Бундесвері керована ракета представлена як «Легка зброя 1800+» (нім. Leichtes Wirkmittel 1800+). 20 грудня 2019 року BAAINBw уклав договір про закупівлю 850 одиниць на 76 мільйонів євро. Взяття на озброєння в Бундесвері заплановано на 2024 рік.
Виробник також афішує можливість використання проти повітряних цілей або проти більш важкоброньованої техніки (кожна з різною бойовою частиною), а також використання в якості ракети «повітря — земля» з дрона.
Маса комплексу з ТПК з прицільним пристроєм (аналогічним комплексу Wirkmittel 90) близько 12 кг. Маса самої ракети — 7 кг. MBDA подає наступні характеристики Enforcer:
- дальність: 2000 м +;
- принцип «вистрілив — забув»;
- пасивна цілодобова готовність до застосування;
- висока точність на всій дальності стрільби;
- багатофункціональна бойова частина з багаторежимним детонатором;
- можливість повітряного підриву БЧ;
- придатність до стрільби з закритих приміщень;
- обслуговування однією людиною.

У березні 2022 під час вторгнення Росії в Україну Франція заявила про готовність передати українській армії новітні ПТРК ММР і Enforcer.